# 蘭嶼空港
蘭嶼空港（らんしょくうこう、繁体字中国語: 蘭嶼航空站、英語: Lanyu Airport、タオ語：Seyseykedan No Sikoki No Irala）は、台湾台東県蘭嶼郷にある空港。
1964年（民国53年）11月に軍用飛行場として完成、1977年（民国66年）から民用航空局の管理下で整備が開始された。1984年（民国73年）には台東県の所属となり、蘭嶼郷の管理下となった。1990年（民国79年）、再度民用航空局の管理下となった後ターミナルビルの拡張工事が行われ、1995年（民国84年）10月3日から運用が開始された。
夜間の運用は、救急目的のヘリコプター以外は行われていない。
2013年（民国102年）の利用実績は、発着4472回、利用者71786人、貨物取扱量75.6tであった。

## 就航航空会社と就航都市
| 航空会社 | 目的地             | 便数                           |
| -------- | ------------------ | ------------------------------ |
| 徳安航空 | 台東空港（台東市） | 7便、金曜日から月曜日までは8便 |